# Dymasius curatus
Dymasius curatus es una especie de escarabajo del género Dymasius, familia Cerambycidae. Fue descrita científicamente por Holzschuh en 2020.
Habita en Malasia. Los machos y las hembras miden aproximadamente 29 mm. El período de vuelo de esta especie ocurre en el mes de mayo.